# Księstwo Sabaudii-Piemontu
Księstwo Sabaudii wł. Ducato di Savoia – samodzielne księstwo istniejące od roku 1416 do zjednoczenia Włoch w XIX wieku. Państwem rządziła dynastia sabaudzka wł. casa di Savoia. W momencie nadania tytułu książęcego wł. Duca w skład księstwa weszły: Sabaudia (składająca się z Sabaudii właściwej, Maurienne i Tarentaise), Bugey, Aosta, Susa, Chablais, Pays de Vaud, Faucigny, Bresse, Pays de Gex, Valbonnais, hrabstwo Nicei, hrabstwo Piemontu (jako lenno rządzone przez inną gałąź dynastii), hrabstwo Genewy (bez miasta), Novalaise, Viennois. Piemont dostał się pod bezpośrednią władzę książąt w 1418 r. po śmierci Ludwika, ostatniego hrabiego Piemontu z gałęzi Sabaudzkiej-Achaja.
Od połączenia księstwa w 1720  unią z Królestwem Sardynii stała się faktycznie jedną z prowincji królestwa. W 1860 tereny na północ i zachód od Alp (w tym Sabaudia) zostało przyłączone do II Cesarstwa Francuskiego, a tereny na południe od Alp (w tym Piemont) weszły w skład zjednoczonego Królestwa Włoch pod berłem dynastii sabaudzkiej.

## XV-XVII wiek

Księstwo Sabaudii w XV wieku na mapie Włoch (kolor czerwony)

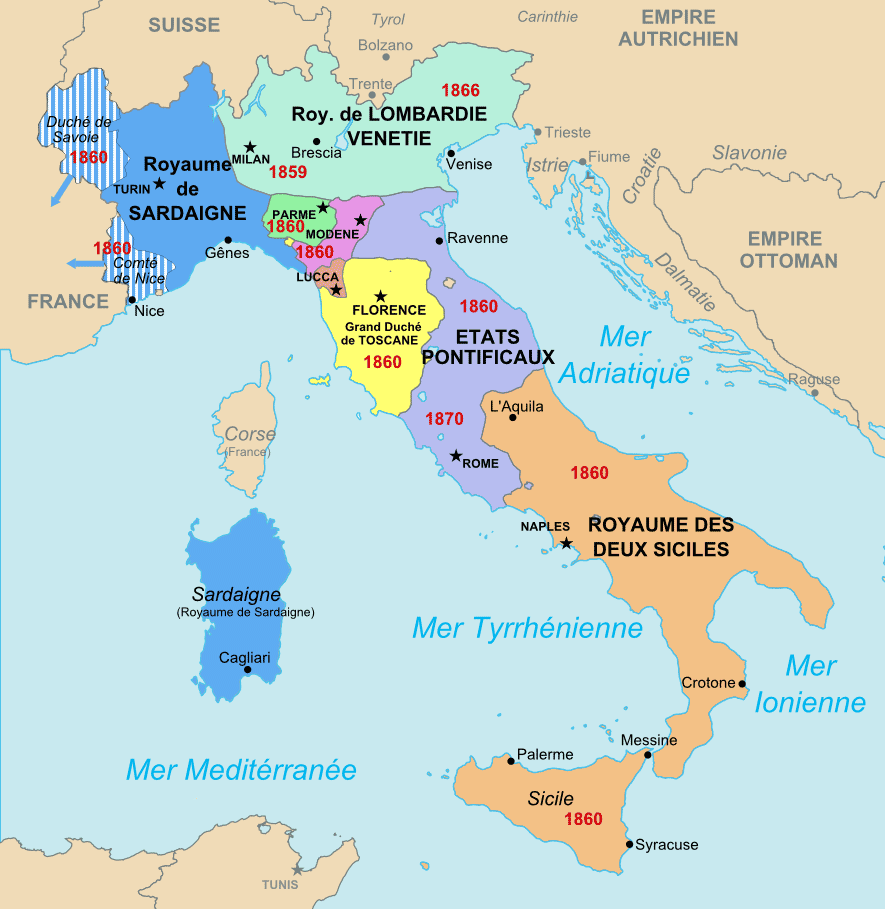
Państwo sabaudzko-piemoncko-sardyńskie w XIX wieku na mapie Włoch (kolor niebieski)

W 1416 roku król Niemiec Zygmunt Luksemburski uczynił władców sabaudzkich suwerennymi władcami przez podniesienie dotychczasowego Hrabstwa Sabaudii do rangi księstwa. Pierwszym suwerennym księciem był Amadeusz VIII (późniejszy antypapież Feliks V). W 1418 roku Amadeusz VIII po śmierci ostatniego hrabiego Piemontu (swojego wasala) włączył go bezpośrednio do Sabaudii, ogłaszając się księciem Piemontu.
Księstwo Sabaudii w 1416, składa się z kasztelanii, które były pogrupowane w baliwaty. Istniało trzynaście baliwatów lub równoważnych jednostek w sumie z 175 kasztelaniami, w tym:
- baliwat Sabaudii (18 kasztelanii) składający się z Sabaudii właściwej, Maurienne i Tarentaise, ze stolicą w Chambéry, które było stolicą księstwa, do 1563 roku;
- baliwat Bugey (3 kasztelanie), siedziba: zamek Rossillon zastępuje dawne miasto strategicznego Saint-Rambert-en-Bugey, po czym został zastąpiony przez Belley
- baliwat Dolina Aosty (5 kasztelanii), siedziba: Aosta
- baliwat Dolina Susa z Canavese (3 kasztelanie)
- baliwat Chablais (16 kasztelanii) siedziba: zamek Chillon
- baliwat Pays de Vaud (około 8 kasztelanii), siedziba: zamek Moudon. W 1456 roku stał się apanażem z 17 lub 18 kasztelaniami.
- baliwat Faucigny (11 kasztelanii), siedziba: zamek Châtillon(inne języki)
- baliwat Bresse (10 kasztelanii), siedziba: Bourg
- baliwat Pays de Gex, siedziba: Gex
- baliwat Valbonnais, siedziba: Montluel (seniorat Montluel)
- baliwat terytoria Prowansji (hrabstwo Nicei i nowej tereny Prowansji), siedziba: Nicea
- baliwat Piemont, siedziba: Pinerolo
- baliwat hrabstwo Genewy, siedziba: zamek Annecy
- Novalaise (7 kasztelanii)
- Viennois (9 kasztelanii)

Od końca XVI wieku księstwo prowadziło coraz śmielej swą politykę zagraniczną.
W 1588 książę Sabaudii Karol Emanuel I Wielki zajął ziemie Margrabstwa Saluzzo, co stało się przyczyną sporu z Francją. W 1601 w wyniku pokoju w Lyonie Karol Emanuel formalnie włączył tereny byłego markizatu do Sabaudii.
W XVII wieku sąsiadująca z nim Republika Genui dwukrotnie uniknęła podboju bądź dominacji ze strony Turynu.

## XVIII wiek
Gdy rozpoczęła się wojna o sukcesję hiszpańską (1700-1714), Księstwo Sabaudii-Piemontu początkowo poparło Francuzów, lecz w 1703 zdradziło Francję. Ludwik XIV wydał więc rozkaz ataku na Księstwo i opanował je. W latach 1704–1705 państwo sabaudzko-piemonckie znalazło się pod okupacją francuską.
W latach 1713–1720 Księstwo Sabaudii-Piemontu stanowiło jedno państwo z Królestwem Sycylii, połączone osobą władcy (Wiktor Amadeusz II). W roku 1720 Wiktor Amadeusz II odstąpił Austrii Sycylię w zamian za Sardynię. Po wymianie Sycylii na Sardynię, władcy z dynastii sabaudzkiej przyjęli tytuł królów Sardynii.
Wiktor Amadeusz przeprowadził reformy wewnętrzne (m.in. w 1717 utworzył radę państwa, w latach 1723–1729 zmienił przepisy prawne). Abdykował w 1730. Rządy wówczas przejął Karol Emanuel III.
W 1743 Królestwo Sardynii zostało połączone z Sabaudią w państwo o tej samej nazwie: Królestwo Sardynii. Odtąd księstwo było jednym z części składowych królestwa aż do 1860 roku, gdy włączono je do II Cesarstwa Francuskiego.

## Jako część królestwa Sardynii
Na początku XIX wieku Królestwo Sardynii obejmowało Księstwo Sabaudii-Piemontu, Ligurię i Sardynię stanowiąc jedno z najsilniejszych i najzamożniejszych państw na Półwyspie Apenińskim, w latach 60. XIX wieku rozpoczęło proces zjednoczenia Włoch (Risorgimento). Sama Sabaudia na mocy porozumienia z Plombières (1858 r.), popartego referendum wśród miejscowej ludności, została w 1860 r. włączona do II Cesarstwa Francuskiego.